# Digne-les-Bains
Digne-les-Bains (in occitano Dinha) è un comune francese di 18 339 abitanti, capoluogo del dipartimento delle Alpi dell'Alta Provenza nella regione della Provenza-Alpi-Costa Azzurra.
Digne-les-Bains è sita lungo il percorso del fiume Bléone ed è celebre per i suoi bagni e le sue terme.

## Luoghi e manifestazioni di interesse
- Cattedrale di Notre-Dame-du-Bourg che ospita sotto la cattedrale la cripta archeologica[2]
- Cattedrale di Saint-Jérome
- La collezione di piante aromatiche al giardino botanico[3] dei Cordeliers
- Il caratteristico Treno delle Pigne, che collega la città a Nizza passando per piccoli paesi e andando a passo d'uomo
- Museo Fondazione di Alexandra David-Néel
- La festa della lavanda che si tiene a inizio agosto

## Le terme
Digne-les-Bains è una località termale nota fin dall'antichità, come attestano alcuni passi di Plinio il Giovane.
Le sue acque, che sgorgano da una profondità di 870 m e arrivano in superficie a una temperatura di quasi 50 °C, sono sulfuree e fortemente mineralizzate.

## Amministrazione

### Gemellaggi
La città è gemellata con:
- Borgomanero
- Bad Mergentheim
- Douma (Libano)

## Digne-les-Bains nella letteratura
- Il romanzo I miserabili di Victor Hugo inizia proprio a Digne-les-Bains dove Myriel, il vescovo di Digne, aiuta lo sventurato Jean Valjean.
- I romanzi con protagonista il commissario Laviolette, scritti da Pierre Magnan, sono ambientati a Digne.

## Sport
Nel 1991 ha ospitato il Campionato del mondo di parapendio.

## Società

### Evoluzione demografica
Abitanti censiti